# Isicabu henriki
Espèce
Isicabu henriki est une espèce d'araignées aranéomorphes de la famille des Cyatholipidae.

## Distribution
Cette espèce est endémique de Tanzanie. Elle se rencontre dans les monts Udzungwa.

## Description
Le mâle holotype mesure 3,15 mm et la femelle paratype 2,89 mm.

## Étymologie
Cette espèce est nommée en l'honneur de Henrik, Prinsgemalen af Danmark.

## Publication originale
- Griswold, 2001 : A monograph of the living world genera and Afrotropical species of cyatholipid spiders (Araneae, Orbiculariae, Araneoidea, Cyatholipidae). Memoirs of the California Academy of Sciences, vol. 26, p. 1-251 (texte intégral).